# Allikmaa
Allikmaa is een plaats in de Estlandse gemeente Lääne-Nigula, provincie Läänemaa. De plaats heeft de status van dorp (Estisch: küla).
Tot in oktober 2013 viel Allikmaa onder de gemeente Taebla. In die maand werd Taebla bij de fusiegemeente Lääne-Nigula gevoegd.

## Bevolking
Het dorp had 25 inwoners op 31 december 2011 en 22 inwoners op 31 december 2021.